# Liste der Nummer-eins-Hits in Schweden (2022)
Dies ist eine Liste der Nummer-eins-Hits in Schweden im Jahr 2022. Sie basiert auf den offiziellen Single Top 100 und Album Top 60, die im Auftrag der Grammofon Leverantörernas Förening (GLF), einem schwedischen Vertreter der IFPI, erstellt werden.

## Singles
| ← 2021 ← | Liste der Nummer-eins-Hits in Schweden | Liste der Nummer-eins-Hits in Schweden | Liste der Nummer-eins-Hits in Schweden | 2023 → |
| \| Zeitraum \| Wo. ges. \| Interpret \| Titel Autor(en) \| Zusätzliche Informationen \| \| (Zeitraum, Wochen auf Platz eins, Interpret, Titel, Autor[en], zusätzliche Informationen) \| \| \| \| \| \| ----------------------------------------------------------------------------------------- \| -------- \| ----------------------------- \| --------------------------------------------------------------------------------------------------------------------------------------------------------------------------------------------- \| ---------------------------------------------------------------------------------------------------------- \| \| 1. Woche 1 Woche \| 1 \| Gayle \| Abcdefu Sara Elizabeth Davis, David Bruce Pittenger, Taylor Gayle Rutherfurd \| – \| \| 2.–3. Woche 2 Wochen \| 2 \| Sarettii \| Som dom Shahrad Afsharipour, Hannes Gustav Olof Engström, Gabriel Henrik Ax, Adam Yohannes Wolde-Senbet \| – \| \| 4. Woche 1 Woche \| 1 \| Hov1 & Elias Hurtig \| 30 personer Axel William Liljefors Jansson, Ludwig Per Johan Kronstrand, Noel Johan Ossian Flike, Lukas Piironen, Elias Hurtig \| – \| \| 5.–7. Woche 3 Wochen \| 3 \| 23 \| Länge leve vi 23, Mikheil Vartanov \| – \| \| 8.–9. Woche 2 Wochen \| 2 \| Jireel \| Mano Jireel Lavia Pereira \| – \| \| 10. Woche 1 Woche \| 1 \| Klara Hammarström \| Run to the Hills Anderz Wrethov, Jimmy Thörnfeldt, Julie Aagaard, Klara Hammarström \| Hammarström nahm mit dem Lied am Melodifestivalen 2022 teil. \| \| 11.–13. Woche 3 Wochen \| 3 \| Cornelia Jakobs \| Hold Me Closer Cornelia Anna Jakobsdotter Samuelsson, David Arne Zandén, Isabelle Maria Hara Ljunggren \| Siegerbeitrag des Melodifestivalen 2022 und schwedischer Beitrag zum Eurovision Song Contest 2022 \| \| 14. Woche 1 Woche \| 1 \| Harry Styles \| As It Was Harry Edward Styles, Thomas Edward Percy Hull, Tyler Sam Johnson \| – \| \| 15. Woche 1 Woche \| 1 \| Björn Holmgren \| Ut med allt André Zuniga, Björn Holmgren \| – \| \| 16.–18. Woche 3 Wochen \| 3 \| Loam & Adaam \| Fakka ur Loam, Adam Jakobsson \| – \| \| 19. Woche 1 Woche \| 1 \| Sarettii \| Matador Rami Hassen, Shahrad Afsharipour \| – \| \| 20. Woche 1 Woche (insgesamt 2) \| 2 \| Ed Sheeran feat. 1.Cuz \| 2step David Hall Hodges, Andrew Wotman, Louis Russell Bell, Edward Christopher Sheeran, 1.Cuz \| – \| \| 21. Woche 1 Woche \| 1 \| Ant Wan \| Komplicerat Antwan Afram \| Nach 4 Nummer-eins-Alben und 7 Top-10-Singles seit 2019 gelingt dem Rapper seine erste Single-Nummer-eins. \| \| 22. Woche 1 Woche (insgesamt 2) \| 2 \| Ed Sheeran feat. 1.Cuz \| 2step David Hall Hodges, Andrew Wotman, Louis Russell Bell, Edward Christopher Sheeran, 1.Cuz \| – \| \| 23. Woche 1 Woche \| 1 \| Kate Bush \| Running Up That Hill (A Deal with God) Kate Bush \| – \| \| 24. Woche 1 Woche \| 1 \| Einár \| Lilla nisse Rami Hassen, Nils Kurt Erik Einar Grönberg \| – \| \| 25. Woche 1 Woche \| 1 \| Bell \| Missförstått Bell Mothander, Jonathan Sven Thomas Hellberg \| – \| \| 26.–29. Woche 4 Wochen \| 4 \| Bolaget \| Kan inte gå Adam Bergestål, Gustav Jørgensen, Oliver Norqvist, William Ahlborg \| – \| \| 30.–37. Woche 8 Wochen \| 8 \| Victor Leksell & Einár \| Din låt Victor Lars Andreas Leksell, Hampus Alexander Bergh, Nils Kurt Erik Einar Grönberg, Ramiro Jan Felipe Ravanales Janhammar, Axel Erik Jansson \| – \| \| 38. Woche 1 Woche \| 1 \| Thrife \| Sevilla Thrife Cannon Ayodele Jack \| – \| \| 39.–41. Woche 3 Wochen (insgesamt 4) \| 4 \| David Guetta feat. Bebe Rexha \| I’m Good (Blue) Bleta Rexha, Pierre David Guetta, Camille Angelina Purcell, Massimo Gabutti, Maurizio Lobina, Gianfranco Randone, Philip John Plested \| – \| \| 42. Woche 1 Woche \| 1 \| Ant Wan \| Dum Antwan Afram \| – \| \| 43. Woche 1 Woche (insgesamt 4) \| 4 \| David Guetta feat. Bebe Rexha \| I’m Good (Blue) Bleta Rexha, Pierre David Guetta, Camille Angelina Purcell, Massimo Gabutti, Maurizio Lobina, Gianfranco Randone, Philip John Plested \| – \| \| 44.–47. Woche 4 Wochen \| 4 \| Molly Hammar \| Ingen annan rör mig som du Isak Peter Sebastian Bornebusch Alverus, Leslie Kocuvie-Tay, David Eric Jonatan Landolf, Noel Alexander Ensio Simonen, Amr Badr, Sonny Fahlberg, Kim Kent Vadenhag \| – \| \| 48.–50. Woche 3 Wochen (insgesamt 10) \| 10 \| Mariah Carey \| All I Want for Christmas Is You Walter N. Afanasieff, Mariah Carey \| – \| \| 51.–52. Woche 2 Wochen (insgesamt 17) \| 17 \| Wham! \| Last Christmas George Michael \| – \| |                                        |                                        | | |
| ← 2021 |                                        |                                        | | → 2023 →                                                                                                   |
| Zeitraum | Wo. ges.                               | Interpret                              | Titel Autor(en) | Zusätzliche Informationen                                                                                  |
| (Zeitraum, Wochen auf Platz eins, Interpret, Titel, Autor[en], zusätzliche Informationen) |                                        |                                        | | |
| 1. Woche 1 Woche | 1                                      | Gayle                                  | Abcdefu Sara Elizabeth Davis, David Bruce Pittenger, Taylor Gayle Rutherfurd | – |
| 2.–3. Woche 2 Wochen | 2                                      | Sarettii                               | Som dom Shahrad Afsharipour, Hannes Gustav Olof Engström, Gabriel Henrik Ax, Adam Yohannes Wolde-Senbet                                                                                       | – |
| 4. Woche 1 Woche | 1                                      | Hov1 & Elias Hurtig                    | 30 personer Axel William Liljefors Jansson, Ludwig Per Johan Kronstrand, Noel Johan Ossian Flike, Lukas Piironen, Elias Hurtig                                                                | – |
| 5.–7. Woche 3 Wochen | 3                                      | 23                                     | Länge leve vi 23, Mikheil Vartanov | – |
| 8.–9. Woche 2 Wochen | 2                                      | Jireel                                 | Mano Jireel Lavia Pereira | – |
| 10. Woche 1 Woche | 1                                      | Klara Hammarström                      | Run to the Hills Anderz Wrethov, Jimmy Thörnfeldt, Julie Aagaard, Klara Hammarström | Hammarström nahm mit dem Lied am Melodifestivalen 2022 teil.                                               |
| 11.–13. Woche 3 Wochen | 3                                      | Cornelia Jakobs                        | Hold Me Closer Cornelia Anna Jakobsdotter Samuelsson, David Arne Zandén, Isabelle Maria Hara Ljunggren                                                                                        | Siegerbeitrag des Melodifestivalen 2022 und schwedischer Beitrag zum Eurovision Song Contest 2022          |
| 14. Woche 1 Woche | 1                                      | Harry Styles                           | As It Was Harry Edward Styles, Thomas Edward Percy Hull, Tyler Sam Johnson | – |
| 15. Woche 1 Woche | 1                                      | Björn Holmgren                         | Ut med allt André Zuniga, Björn Holmgren | – |
| 16.–18. Woche 3 Wochen | 3                                      | Loam & Adaam                           | Fakka ur Loam, Adam Jakobsson | – |
| 19. Woche 1 Woche | 1                                      | Sarettii                               | Matador Rami Hassen, Shahrad Afsharipour | – |
| 20. Woche 1 Woche (insgesamt 2) | 2                                      | Ed Sheeran feat. 1.Cuz                 | 2step David Hall Hodges, Andrew Wotman, Louis Russell Bell, Edward Christopher Sheeran, 1.Cuz                                                                                                 | – |
| 21. Woche 1 Woche | 1                                      | Ant Wan                                | Komplicerat Antwan Afram | Nach 4 Nummer-eins-Alben und 7 Top-10-Singles seit 2019 gelingt dem Rapper seine erste Single-Nummer-eins. |
| 22. Woche 1 Woche (insgesamt 2) | 2                                      | Ed Sheeran feat. 1.Cuz                 | 2step David Hall Hodges, Andrew Wotman, Louis Russell Bell, Edward Christopher Sheeran, 1.Cuz                                                                                                 | – |
| 23. Woche 1 Woche | 1                                      | Kate Bush                              | Running Up That Hill (A Deal with God) Kate Bush | – |
| 24. Woche 1 Woche | 1                                      | Einár                                  | Lilla nisse Rami Hassen, Nils Kurt Erik Einar Grönberg | – |
| 25. Woche 1 Woche | 1                                      | Bell                                   | Missförstått Bell Mothander, Jonathan Sven Thomas Hellberg | – |
| 26.–29. Woche 4 Wochen | 4                                      | Bolaget                                | Kan inte gå Adam Bergestål, Gustav Jørgensen, Oliver Norqvist, William Ahlborg | – |
| 30.–37. Woche 8 Wochen | 8                                      | Victor Leksell & Einár                 | Din låt Victor Lars Andreas Leksell, Hampus Alexander Bergh, Nils Kurt Erik Einar Grönberg, Ramiro Jan Felipe Ravanales Janhammar, Axel Erik Jansson                                          | – |
| 38. Woche 1 Woche | 1                                      | Thrife                                 | Sevilla Thrife Cannon Ayodele Jack | – |
| 39.–41. Woche 3 Wochen (insgesamt 4) | 4                                      | David Guetta feat. Bebe Rexha          | I’m Good (Blue) Bleta Rexha, Pierre David Guetta, Camille Angelina Purcell, Massimo Gabutti, Maurizio Lobina, Gianfranco Randone, Philip John Plested                                         | – |
| 42. Woche 1 Woche | 1                                      | Ant Wan                                | Dum Antwan Afram | – |
| 43. Woche 1 Woche (insgesamt 4) | 4                                      | David Guetta feat. Bebe Rexha          | I’m Good (Blue) Bleta Rexha, Pierre David Guetta, Camille Angelina Purcell, Massimo Gabutti, Maurizio Lobina, Gianfranco Randone, Philip John Plested                                         | – |
| 44.–47. Woche 4 Wochen | 4                                      | Molly Hammar                           | Ingen annan rör mig som du Isak Peter Sebastian Bornebusch Alverus, Leslie Kocuvie-Tay, David Eric Jonatan Landolf, Noel Alexander Ensio Simonen, Amr Badr, Sonny Fahlberg, Kim Kent Vadenhag | – |
| 48.–50. Woche 3 Wochen (insgesamt 10) | 10                                     | Mariah Carey                           | All I Want for Christmas Is You Walter N. Afanasieff, Mariah Carey | – |
| 51.–52. Woche 2 Wochen (insgesamt 17) | 17                                     | Wham!                                  | Last Christmas George Michael | – |

## Alben
| ← 2021 ← | Liste der Nummer-eins-Hits in Schweden | Liste der Nummer-eins-Hits in Schweden | Liste der Nummer-eins-Hits in Schweden | 2023 → |
| \| Zeitraum \| Wo. ges. \| Interpret \| Titel \| Zusätzliche Informationen \| \| (Zeitraum, Wochen auf Platz eins, Interpret, Titel, zusätzliche Informationen) \| \| \| \| \| \| ------------------------------------------------------------------------------ \| -------- \| -------------------------- \| ----------------------------- \| -------------------------------------------------------------------------------------------------------------------------------------------- \| \| 1. Woche 1 Woche (insgesamt 3) \| 3 \| Adele \| 30 \| – \| \| 2. Woche 1 Woche \| 1 \| The Weeknd \| Dawn FM \| – \| \| 3. Woche 1 Woche (insgesamt 3) \| 3 \| Adele \| 30 \| – \| \| 4.–5. Woche 2 Wochen (insgesamt 4) \| 4 \| Newkid \| VI \| – \| \| 6. Woche 1 Woche \| 1 \| Adaam \| Myror i brallan \| – \| \| 7.–8. Woche 2 Wochen (insgesamt 4) \| 4 \| Newkid \| VI \| – \| \| 9. Woche 1 Woche \| 1 \| Owen \| Musik eller Metall \| – \| \| 10. Woche 1 Woche \| 1 \| Sabaton \| The War to End All Wars \| – \| \| 11.–12. Woche 2 Wochen \| 2 \| Ghost \| Impera \| – \| \| 13. Woche 1 Woche \| 1 \| Laleh \| Vatten \| – \| \| 14.–15. Woche 2 Wochen \| 2 \| The Hellacopters \| Eyes of Oblivion \| – \| \| 16.–17. Woche 2 Wochen (insgesamt 9) \| 9 \| Veronica Maggio \| Satan i gatan \| 11 Jahre nach ihrem ersten großen Erfolg kehrt die Sängerin aus Uppsala mit ihrem erfolgreichsten Album an die Chartspitze zurück. \| \| 18. Woche 1 Woche \| 1 \| Rammstein \| Zeit \| – \| \| 19. Woche 1 Woche (insgesamt 3) \| 3 \| Loam \| X \| – \| \| 20. Woche 1 Woche \| 1 \| Kendrick Lamar \| Mr. Morale & the Big Steppers \| – \| \| 21. Woche 1 Woche (insgesamt 3) \| 3 \| Harry Styles \| Harry’s House \| – \| \| 22. Woche 1 Woche \| 1 \| Joakim Berg \| Jag fortsätter glömma \| – \| \| 23. Woche 1 Woche (insgesamt 3) \| 3 \| Harry Styles \| Harry’s House \| – \| \| 24.–25. Woche 2 Wochen \| 2 \| Haval & Manny Flaco \| Inloggad 2 \| – \| \| 26.–27. Woche 2 Wochen \| 2 \| Lasse Stefanz \| Evergreen \| – \| \| 28. Woche 1 Woche \| 1 \| Kent \| Vapen & ammuniton (20 år) \| – \| \| 29. Woche 1 Woche (insgesamt 3) \| 3 \| Harry Styles \| Harry’s House \| – \| \| 30. Woche 1 Woche (insgesamt 3) \| 3 \| Loam \| X \| – \| \| 31. Woche 1 Woche \| 1 \| Beyoncé \| Renaissance \| – \| \| 32. Woche 1 Woche (insgesamt 3) \| 3 \| Loam \| X \| – \| \| 33. Woche 1 Woche \| 1 \| The Halo Effect \| Days of the Lost \| The Halo Effect schafften es als erste Metal-Band, mit ihrem Debütalbum den ersten Platz der schwedischen Albumcharts zu erreichen.[1] \| \| 34. Woche 1 Woche \| 1 \| 23 \| Selfmade (Deluxe) \| – \| \| 35. Woche 1 Woche \| 1 \| Vinterland \| Welcome My Last Chapter \| – \| \| 36.–41. Woche 6 Wochen \| 6 \| Ant Wan \| The Only Wan \| – \| \| 42. Woche 1 Woche \| 1 \| Ant Wan \| The Only Wan (Deluxe) \| – \| \| 43.–45. Woche 3 Wochen (insgesamt 5) \| 5 \| Taylor Swift \| Midnights \| – \| \| 46. Woche 1 Woche \| 1 \| Bruce Springsteen \| Only the Strong Survive \| – \| \| 47.–48. Woche 2 Wochen (insgesamt 5) \| 5 \| Taylor Swift \| Midnights \| – \| \| 49.–50. Woche 2 Wochen \| 2 \| Arvingarna \| Klart det ska bli jul \| – \| \| 51. Woche 1 Woche \| 1 \| (Verschiedene Interpreten) \| Så mycket bättre – säsong 13 \| 2016 hatte Danny Saucedo mit seinen Showbeiträgen schon einmal ein Nummer-eins-Album, der Showsampler ist aber zum ersten Mal an der Spitze. \| \| 52. Woche 1 Woche (insgesamt 8) \| 8 \| ABBA \| Voyage \| Im Vorjahr war die schwedische Kultband mit diesem Album nach langer Pause zurückgekehrt. \| |                                        |                                        |                                        | |
| ← 2021 |                                        |                                        |                                        | → 2023 → |
| Zeitraum | Wo. ges.                               | Interpret                              | Titel                                  | Zusätzliche Informationen |
| (Zeitraum, Wochen auf Platz eins, Interpret, Titel, zusätzliche Informationen) |                                        |                                        |                                        | |
| 1. Woche 1 Woche (insgesamt 3) | 3                                      | Adele                                  | 30                                     | – |
| 2. Woche 1 Woche | 1                                      | The Weeknd                             | Dawn FM                                | – |
| 3. Woche 1 Woche (insgesamt 3) | 3                                      | Adele                                  | 30                                     | – |
| 4.–5. Woche 2 Wochen (insgesamt 4) | 4                                      | Newkid                                 | VI                                     | – |
| 6. Woche 1 Woche | 1                                      | Adaam                                  | Myror i brallan                        | – |
| 7.–8. Woche 2 Wochen (insgesamt 4) | 4                                      | Newkid                                 | VI                                     | – |
| 9. Woche 1 Woche | 1                                      | Owen                                   | Musik eller Metall                     | – |
| 10. Woche 1 Woche | 1                                      | Sabaton                                | The War to End All Wars                | – |
| 11.–12. Woche 2 Wochen | 2                                      | Ghost                                  | Impera                                 | – |
| 13. Woche 1 Woche | 1                                      | Laleh                                  | Vatten                                 | – |
| 14.–15. Woche 2 Wochen | 2                                      | The Hellacopters                       | Eyes of Oblivion                       | – |
| 16.–17. Woche 2 Wochen (insgesamt 9) | 9                                      | Veronica Maggio                        | Satan i gatan                          | 11 Jahre nach ihrem ersten großen Erfolg kehrt die Sängerin aus Uppsala mit ihrem erfolgreichsten Album an die Chartspitze zurück.           |
| 18. Woche 1 Woche | 1                                      | Rammstein                              | Zeit                                   | – |
| 19. Woche 1 Woche (insgesamt 3) | 3                                      | Loam                                   | X                                      | – |
| 20. Woche 1 Woche | 1                                      | Kendrick Lamar                         | Mr. Morale & the Big Steppers          | – |
| 21. Woche 1 Woche (insgesamt 3) | 3                                      | Harry Styles                           | Harry’s House                          | – |
| 22. Woche 1 Woche | 1                                      | Joakim Berg                            | Jag fortsätter glömma                  | – |
| 23. Woche 1 Woche (insgesamt 3) | 3                                      | Harry Styles                           | Harry’s House                          | – |
| 24.–25. Woche 2 Wochen | 2                                      | Haval & Manny Flaco                    | Inloggad 2                             | – |
| 26.–27. Woche 2 Wochen | 2                                      | Lasse Stefanz                          | Evergreen                              | – |
| 28. Woche 1 Woche | 1                                      | Kent                                   | Vapen & ammuniton (20 år)              | – |
| 29. Woche 1 Woche (insgesamt 3) | 3                                      | Harry Styles                           | Harry’s House                          | – |
| 30. Woche 1 Woche (insgesamt 3) | 3                                      | Loam                                   | X                                      | – |
| 31. Woche 1 Woche | 1                                      | Beyoncé                                | Renaissance                            | – |
| 32. Woche 1 Woche (insgesamt 3) | 3                                      | Loam                                   | X                                      | – |
| 33. Woche 1 Woche | 1                                      | The Halo Effect                        | Days of the Lost                       | The Halo Effect schafften es als erste Metal-Band, mit ihrem Debütalbum den ersten Platz der schwedischen Albumcharts zu erreichen.          |
| 34. Woche 1 Woche | 1                                      | 23                                     | Selfmade (Deluxe)                      | – |
| 35. Woche 1 Woche | 1                                      | Vinterland                             | Welcome My Last Chapter                | – |
| 36.–41. Woche 6 Wochen | 6                                      | Ant Wan                                | The Only Wan                           | – |
| 42. Woche 1 Woche | 1                                      | Ant Wan                                | The Only Wan (Deluxe)                  | – |
| 43.–45. Woche 3 Wochen (insgesamt 5) | 5                                      | Taylor Swift                           | Midnights                              | – |
| 46. Woche 1 Woche | 1                                      | Bruce Springsteen                      | Only the Strong Survive                | – |
| 47.–48. Woche 2 Wochen (insgesamt 5) | 5                                      | Taylor Swift                           | Midnights                              | – |
| 49.–50. Woche 2 Wochen | 2                                      | Arvingarna                             | Klart det ska bli jul                  | – |
| 51. Woche 1 Woche | 1                                      | (Verschiedene Interpreten)             | Så mycket bättre – säsong 13           | 2016 hatte Danny Saucedo mit seinen Showbeiträgen schon einmal ein Nummer-eins-Album, der Showsampler ist aber zum ersten Mal an der Spitze. |
| 52. Woche 1 Woche (insgesamt 8) | 8                                      | ABBA                                   | Voyage                                 | Im Vorjahr war die schwedische Kultband mit diesem Album nach langer Pause zurückgekehrt.                                                    |

## Jahreshitparaden
| ← 2021 ← | Liste der Nummer-eins-Hits in Schweden | Liste der Nummer-eins-Hits in Schweden  | Liste der Nummer-eins-Hits in Schweden | 2023 →   |
| \| Singles \| Position# \| Alben \| \| --------------------------------------------------------------------------------------------------------------------------------------------------------------------------- \| --------- \| --------------------------------------- \| \| Kan inte gå Bolaget Adam Bergestål, Gustav Jørgensen, Oliver Norqvist, William Ahlborg \| 1 \| X Loam \| \| Din låt Victor Leksell & Einár Victor Lars Andreas Leksell, Hampus Alexander Bergh, Nils Kurt Erik Einar Grönberg, Ramiro Jan Felipe Ravanales Janhammar, Axel Erik Jansson \| 2 \| Harry’s House Harry Styles \| \| X Miss Li Linda Karlsson, Sonny Gustafsson \| 3 \| = Ed Sheeran \| \| As It Was Harry Styles Harry Edward Styles, Thomas Edward Percy Hull, Tyler Sam Johnson \| 4 \| Barn av vår tid Hov1 \| \| Mano Jireel Jireel Lavia Pereira \| 5 \| Unge med extra energi Einár \| \| Fakka ur Loam & Adaam Loam, Adam Jakobsson \| 6 \| Satan i gatan Veronica Maggio \| \| Hold Me Closer Cornelia Jakobs Cornelia Anna Jakobsdotter Samuelsson, David Arne Zandén, Isabelle Maria Hara Ljunggren \| 7 \| Somna med Humlan Djojj Humlan Djojj \| \| Shivers Ed Sheeran Edward Sheeran, Steve McCutcheon, Kal Lavelle, John McDaid \| 8 \| VI Newkid \| \| Banan Melon Kiwi & Citron Hooja , Mårdhund \| 9 \| Fånga mig när jag faller Victor Leksell \| \| Heat Waves Glass Animals Dave Bayley \| 10 \| 30 Adele \| |                                        |                                         |                                        |          |
| ← 2021 |                                        |                                         |                                        | → 2023 → |
| Singles | Position#                              | Alben                                   |                                        |          |
| Kan inte gå Bolaget Adam Bergestål, Gustav Jørgensen, Oliver Norqvist, William Ahlborg | 1                                      | X Loam                                  |                                        |          |
| Din låt Victor Leksell & Einár Victor Lars Andreas Leksell, Hampus Alexander Bergh, Nils Kurt Erik Einar Grönberg, Ramiro Jan Felipe Ravanales Janhammar, Axel Erik Jansson | 2                                      | Harry’s House Harry Styles              |                                        |          |
| X Miss Li Linda Karlsson, Sonny Gustafsson | 3                                      | = Ed Sheeran                            |                                        |          |
| As It Was Harry Styles Harry Edward Styles, Thomas Edward Percy Hull, Tyler Sam Johnson | 4                                      | Barn av vår tid Hov1                    |                                        |          |
| Mano Jireel Jireel Lavia Pereira | 5                                      | Unge med extra energi Einár             |                                        |          |
| Fakka ur Loam & Adaam Loam, Adam Jakobsson | 6                                      | Satan i gatan Veronica Maggio           |                                        |          |
| Hold Me Closer Cornelia Jakobs Cornelia Anna Jakobsdotter Samuelsson, David Arne Zandén, Isabelle Maria Hara Ljunggren | 7                                      | Somna med Humlan Djojj Humlan Djojj     |                                        |          |
| Shivers Ed Sheeran Edward Sheeran, Steve McCutcheon, Kal Lavelle, John McDaid | 8                                      | VI Newkid                               |                                        |          |
| Banan Melon Kiwi & Citron Hooja , Mårdhund | 9                                      | Fånga mig när jag faller Victor Leksell |                                        |          |
| Heat Waves Glass Animals Dave Bayley | 10                                     | 30 Adele                                |                                        |          |